# Гранітне (Маріупольський район)
Грані́тне — село (до 2011 року — селище) Кальчицької сільської громади Маріупольського району Донецької області в Україні. Населення — 285 осіб.

## Загальні відомості
Орган місцевого самоврядування Зорянська сільська рада. Відстань до Нікольського становить близько 38 км і проходить переважно автошляхом Т 0523. Двічі на день проходить автобус сполученням Маріуполь — Чермалик.

## Населення
За даними перепису 2001 року населення села становило 285 осіб, із них 24,91 % зазначили рідною мову українську та 74,39 %— російську.